# Idioteuthis danae
Idioteuthis danae är en bläckfiskart som först beskrevs av Louis Joubin 1933.  Idioteuthis danae ingår i släktet Idioteuthis och familjen Mastigoteuthidae. Inga underarter finns listade i Catalogue of Life.